# Tridentifrons insularis
Tridentifrons insularis là một loài bướm đêm trong họ Noctuidae.